# Ligne de chemin de fer Bucarest–Giurgiu Nord–Giurgiu
La ligne de chemin de fer Bucarest - Giurgiu Nord - Giurgiu est la principale ligne de chemin de fer de Roumanie. Elle part de la capitale Bucarest, en direction du sud, vers le Danube et atteint la ville de Giurgiu située à la frontière avec la Bulgarie.

## Historique

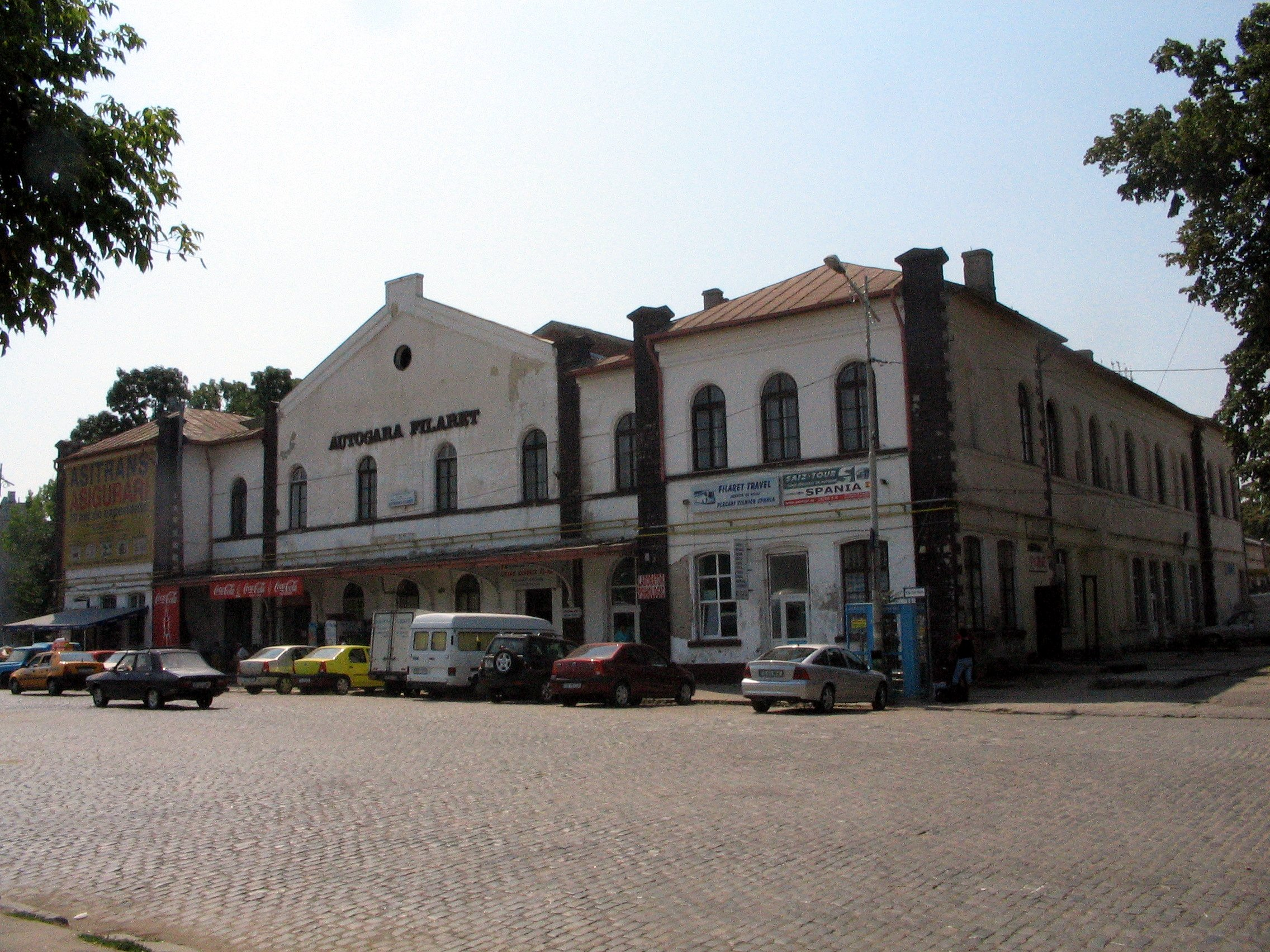
Ancienne gare de Bucarest-Filaret.

Le 13 septembre 1865, le gouvernement roumain, sous l'impulsion d'Alexandre Jean Cuza, signe un contrat avec la société anglaise « John Trevor Barkley & John Staniforth » pour la construction d'un chemin de fer reliant la capitale Bucarest au Danube, jusqu'au port de Giurgiu. Le chemin de fer est mis en service le 19/31 octobre 1869 ; il constitue la première ligne ferroviaire sur le territoire de la Roumanie de cette époque. L'itinéraire débute à Bucarest depuis la gare la plus ancienne (Bucarest-Filaret) de la capitale roumaine. 

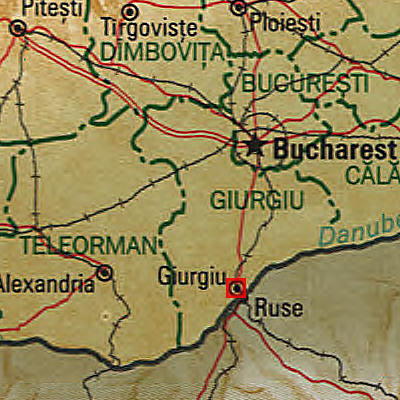
Ligne Bucarest-Giurgiu.

La cérémonie d'inauguration s'est déroulée en présence du Premier ministre Dimitrie Ghica. De la gare de Filaret, deux trains partent pour Giurgiu : le premier, appelé « Trenul de onoare Michaiu Bravu » est conduit par Sir John Trevor Barkley, et le second, le « Trenul Dunărea » est conduit par Nicolae Tănase, le premier mécanicien roumain de locomotives. Les wagons courts (de 7 à 8 mètres) ont 3 à 5 compartiments équipés de portes qui se font face directement et sont éclairés par de l'huile de colza. Les installations sanitaires et le chauffage sont absents. 
Cette liaison ferroviaire était particulièrement importante pour le transport de marchandises, car elle permettait le transport de produits agricoles de l'intérieur du pays vers le Danube et plus loin jusqu'à la mer Noire. En outre, elle servait à approvisionner la capitale roumaine en produits finis importés. Le prince Carol Ier de Roumanie a soutenu l'idée de la construction rapide d'un pont sur le Danube, pour établir une connexion à travers la ville de Roussé (actuellement en Bulgarie) avec Constantinople ; la Roumanie étant encore sous la suzeraineté de l'Empire ottoman. Cependant, en raison du faible intérêt pour ce projet, les plans dressés en 1870 furent bientôt abandonnés. La nouvelle réorganisation de l'Europe du Sud-Est, mise en place lors du Congrès de Berlin (1878), a conduit à l'abandon du projet pour longtemps. 
Après la Seconde Guerre mondiale, les gouvernements roumain et bulgare ont de nouveau prévu de construire un pont sur le Danube, entre Giurgiu et Roussé. Grâce à l'aide soviétique, les travaux de construction ont commencé en 1952 et ont été achevés le 20 juin 1954. Depuis lors, une liaison ferroviaire entre la Roumanie et la Bulgarie est devenue possible, sur le pont de l'amitié Roussé-Giurgiu. 
En 1960, la gare Filaret est fermée et transformée en gare routière.

## Situation actuelle

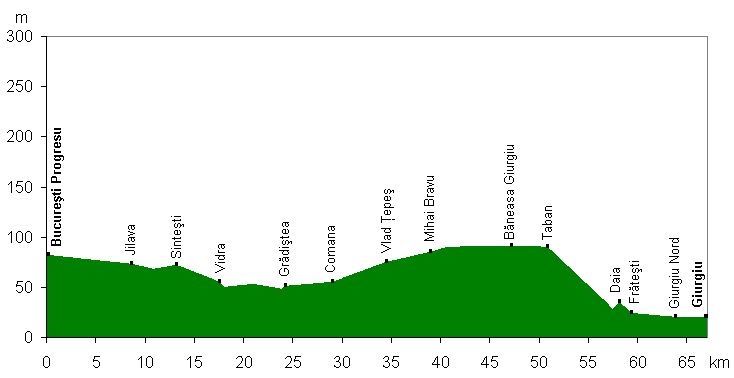
Profil en hauteur du chemin de fer.

Le chemin de fer Bucarest - Giurgiu Nord - Giurgiu n'est pas électrifié. 
En raison des fouilles effectuées au pied du pont pour l'extraction du sable, lors des inondations du 13 août 2005, le pont sur la rivière Argeș depuis Grădiștea, le plus ancien pont ferroviaire de l'ancien royaume, s'est effondré. Depuis lors, la connexion ferroviaire a été rompue. Maintenant, seule la section de Grădiștea à Giurgiu est utilisée. Les trains rapides entre Bucarest et Roussé (depuis la Bulgarie), qui passent par Giurgiu Nord, sont redirigés par Videle. Depuis 2016, les procédures de reconstruction du pont ont commencé, mais pour le moment aucune date précise n'a été fixée pour la réouverture du trafic.